# Lando Norris
Lando Norris (født 13. november 1999) er en britisk-belgisk racerkører, som kører for Formel 1-holdet McLaren. Han vandt sin første sejr i Formel 1 i Miami 5. maj 2024.

## Tidlige karriere

### Gokarts
Norris begyndte i gokarts, og havde stor succes her. Han vandt i 2014 verdensmesterskabet i gokarts, og blev hermed den yngste verdensmester nogensinde.

### Formel 4 og Formel Renault
Norris gjorde sin formelbil debut i MSA Formula Championship (i dag kendt som det britiske Formel 4 mesterskab) i 2015, og han vandt mesterskabet i sæsonen.
Han flyttede i 2016 til New Zealand, hvor han deltog i, og vandt, Toyota Racing Series. Han vendte herefter tilbage til Europa, og deltog i Formel Renault 2.0, hvor han også vandt Eurocup-mesterskabet.

### Formel 3
Norris rykkede i 2017 op i Formel 3, og fortsatte sin store succes i juniorrækkerne her, da han igen sikrede sig mesterskabet.

### Formel 2
Norris rykkede i 2018 op i Formel 2, hvor han var med i mesterskabskampen, men måtte se sig slået af George Russell, og nøjes med andenpladsen.

## Formel 1-karriere

### McLaren

#### Test- og reservekører
Norris blev i 2017 del af McLarens ungdomsprogram. Han blev officielt holdets test- og reservekører for 2018 sæsonen.

#### 2019
I september 2018 blev det officielt annonceret, at Norris ville køre for McLaren i 2019 sæsonen. Han scorede sine første point i Formel 1 ved Bahrains Grand Prix, hvor han sluttede på sjettepladsen. Han imponerede i sin debutsæson, og sluttede her på elvtepladsen med 49 point, hvilke var under hans holdkammerat Carlos Sainz Jr., som scorede 96. Meget af dette var som resultat af, at Norris havde været særlig uheldig i forhold til tekniske problemer i sæsonen, som havde kostet mange point.

#### 2020
Norris fortsatte med McLaren i 2020 sæsonen. Han opnåede sit første podium ved sæsonens første løb, efter en tidsstraf til Lewis Hamilton rykkede Norris fra fjerde- til tredjepladsen i løbet. Han var i sæsonen en central del i, at McLaren sluttede på tredjepladsen i konstruktørmesterskabet i en tæt kamp imod Racing Point. Han sluttede sæsonen på niendepladsen med 97 point, 8 point bag holdkammerat Sainz.

#### 2021
Norris fortsatte igen med McLaren i 2021 sæsonen, denne gang med en ny holdkammerat i Daniel Ricciardo. Han fik sit andet karriere podium ved Emilia-Romagnas Grand Prix, da han sluttede på tredjepladsen. Han opnåede i sæsonen fire podiumplaceringer i sæsonen, inklusiv hans bedste resultat nogensinde, da han sluttede på andenpladsen ved Italiens Grand Prix. Norris fik sin første pole position ved Ruslands Grand Prix, og i store dele af løbet, lignede det, at Norris ville vinde sit første ræs, før at regnvejr sidst i ræset resulterede i, at han lavede en fejl ved ikke at skifte til regnsvejrsdæk, som resulterede i, at bilen gled af banen. Han sluttede ræset på syvendepladsen. Han sluttede sæsonen sæsonen på sjettepladsen med 160 point, foran holdkammerat Ricciardo.

#### 2022
Norris fortsatte med McLaren i 2022 sæsonen. Han scorede sæsonens eneste podium for McLaren ved Emilia-Romagnas Grand Prix. Han sluttede sæsonen på syvendepladsen med 122 point.

#### 2023
Norris fortsatte med McLaren i 2023 sæsonen, denne gang med en ny holdkammerat i Oscar Piastri. Efter en dårlig start på sæsonen for McLaren, så introducerede de en række opdateringer ved Østrigs Grand Prix, hvorefter resultaterne blev markant bedre. Han fik sæsonens første podium på hjemmebane ved Storbritanniens Grand Prix, hvor han sluttede på andenpladsen. Fra Singapores Grand Prix til og med USA's Grand Prix, sluttede Norris på podiet alle fire ræs i streg. Ved Japans Grand Prix scorede Norris sit 543ende point i sin karriere, og han slog hermed rekorden for flest point for en kører, som aldrig har vundet et ræs, da han overgik Nico Hülkenbergs rekord på 530 point uden en sejr.
Norris sluttede sæsonen med syv podieplacering og 205 point, hvilket var nok til en sjetteplads i mesterskabet.

## Privat
Norris er født i Bristol til en britisk far og en belgisk mor. Han holder statsborgerskab i begge lande, og repræsenterer Storbritannien.